# Rhythmisches
Rhythmisches est un tableau peint par Paul Klee en 1930. Cette huile sur toile de jute représente une suite de carrés noirs gris et blancs disposés en damier sur un fond ocre. Elle est conservée au musée national d'Art moderne, à Paris.